# Zingiber papuanum
Zingiber papuanum är en enhjärtbladig växtart som beskrevs av Theodoric Valeton. Zingiber papuanum ingår i släktet Zingiber och familjen Zingiberaceae. Inga underarter finns listade i Catalogue of Life.